# Hyon Yong-chol
Đây là một tên người Triều Tiên, họ là Hyon.
Hyon Yong Chol (hangul: 현영철, hancha: 玄永哲; sinh ngày 11 tháng 1 năm 1949- nghi ngờ mất vào ngày 30 tháng 4 năm 2015) là một Ủy viên Trung ương Ban chấp hành trung ương Đảng Lao động Triều Tiên, từng giữ chức Tổng Tham mưu trưởng Quân đội Nhân dân Triều Tiên, Phó Chủ tịch Quân ủy Trung ương Đảng Lao động Triều Tiên.
Ông được Quân ủy Trung ương Đảng Lao động Triều Tiên và Ủy ban Quốc phòng Cộng hòa Dân chủ Nhân dân Triều Tiên thăng hàm Phó nguyên soái ngày 16 tháng 7 năm 2012. Trước đó, ông được thăng hàm Đại tướng cùng một đợt với Kim Jong Un hồi tháng 9 năm 2010.
Hyon được thăng hàm Phó nguyên soái ngay sau khi Ri Yong Ho bị rút hết khỏi các chức vụ đảng, nhà nước và quân đội làm nảy sinh dư luận rằng Hyon là thân tín của Kim Jong-un.. Tuy nhiên, chỉ vài tháng sau, vào tháng 11, ông bị giáng cấp trở về quân hàm Đại tướng.
Vào ngày 12 tháng 5 năm 2010, cơ quan tình báo trung ương Hàn Quốc bất ngờ đăng tải thông tin rằng Hyon đã bị hành quyết bằng pháo phòng không tại khu huấn luyện quân sự Kanggon gần Bình Nhưỡng. Nguyên nhân vụ việc được cho rằng là ông bị xử tử vào ngày 30 tháng 4 cùng năm vì tội bất phục tùng và ngủ trong các cuộc tập trận chính thức của quân đội, đặc biệt là trong một sự kiện vào cuối tháng 4 năm 2015 có sự tham dự của Kim Jong Un, trong đó Hyon bị bắt quả tang đang ngủ trưa. Tuy nhiên, chỉ vài giờ sau, cơ quan tình báo Hàn Quốc đã sửa đổi lại thông tin trên báo chí rằng ông chỉ bị phạt kỷ luật, thanh lọc và không chắc rằng có bị xử tử hay không, do đó đến nay vẫn chưa có thông tin xác thực về tình trạng của ông.